# Faith (album Faith Evans)
Faith – debiutancki album amerykańskiej wokalistki R&B Faith Evans wydany nakładem Bad Boy Records 29 sierpnia 1995 roku. Na albumie znalazł się cover Rose Royce "Love Don't Live Here Anymore", który Faith wykonała z gościnnym udziałem Mary J. Blige.

## Lista utworów
1. "Faith Interlude" - 0:41
2. "No Other Love" - 4:24
3. "Fallin' in Love" - 4:33
4. "Ain't Nobody" - 5:13
5. "You Are My Joy (Interlude)" - 1:08
6. "Love Don't Live Here Anymore" (feat. Mary J. Blige; cover Rose Royce) - 4:15
7. "Come Over" - 5:35
8. "Soon As I Get Home" - 5:24
9. "All This Love" - 6:02
10. "Thank You Lord (Interlude)" - 0:55
11. "You Used to Love Me" - 4:28
12. "Give It to Me" - 4:35
13. "You Don't Understand" - 5:01
14. "Don't Be Afraid" - 4:55
15. "Reasons" (utwór dodatkowy) - 5:01

## Single
- You Used to Love Me - wyd. 12 czerwca 1995
- Soon As I Get Home - wyd. 20 listopada 1995
- Ain't Nobody - wyd. 24 marca 1996
- Come Over - wyd. 12 sierpnia 1996